# 広川弘禅
広川 弘禅（ひろかわ こうぜん、旧字体：廣川 弘禪、1902年〈明治35年〉3月31日 - 1967年〈昭和42年〉1月7日）は、日本の政治家、僧侶、教育者。「弘禅」は曹洞宗の僧侶名で、本名は広川 弘（ひろかわ ひろし）。
衆議院議員。農林大臣（第12・14・16代）、行政管理庁長官（第6代）、自由党総務会長・幹事長、民主自由党幹事長、財団法人青葉学園理事長、青葉学園短期大学初代学長を歴任した。位階・勲等は正三位勲一等瑞宝章。

## 来歴・人物
福島県石川郡玉川村生まれ。生家は曹洞宗の寺院大安寺。苦学し曹洞宗大学（後の駒澤大学）仏教学部中退。当時広川は、藤田俊訓らと共に同大学の単科大学昇格運動に積極的に参加していたため「風紀を乱す」として大学に目をつけられており、退学理由についても「当時の学長である忽滑谷快天の怒りを買った」ためとする説がある。
その後道路人夫、郵便配達夫を経て東京市電職員となり、東京交通労組を結成して労働争議を指導する。1925年に僧籍に入り「弘禅」を名乗り始める。1928年には同労組中央執行委員から社会民衆党公認で世田谷町議会議員に当選。1933年には立憲政友会に籍を移し東京市会議員となる。その後東京府会議員を経て、1940年、衆議院議員補欠選挙で初当選（通算当選6回）。戦前は鳩山一郎派に所属する。1942年の翼賛選挙では非推薦で立候補して落選。翌年の東京都発足による第1回東京都議会議員選挙で当選し、都議会議員となる。
戦後、日本自由党結成に参加。1946年東京小売酒販組合理事長、同年、戦後初の総選挙に東京2区から立候補したが落選。しかし、最下位が（定員12名）法定得票数に達しなかったため、再選挙が行われることになり、再選挙で当選した。1947年日本自由党の副幹事長、1948年民主自由党幹事長に就任。鳩山が公職追放後は吉田茂に接近し、党人派の側近として重用される。もっとも、官僚派を重視し貴族的な趣味の持ち主である吉田と、容貌から「狸」とあだ名され変幻自在な政治姿勢の広川とは体質的に合わなかったといわれる。山崎首班工作事件では、当初、民主自由党幹事長・山崎猛を首班に押しながら、土壇場で吉田に通報して裏切るなど行動に一貫性が無かった。それでも、1951年には自由党総務会長、第3次吉田内閣の農林大臣を歴任して吉田には重用され、自由党内で約30名余を従えて広川派を形成、大物政治家として一定の地位を確立した。
しかし、自由党幹事長の増田甲子七や、副総理となる緒方竹虎の台頭によって政治基盤が脅かされると、反吉田で鳩山内閣成立に燃える三木武吉の工作によって、吉田陣営から離反することを決意。1953年1月には鳩山派とともに佐藤栄作の自由党幹事長就任に反対の立場をとり、さらにバカヤロー発言問題による吉田の懲罰動議をめぐる採決では、現職閣僚でありながら鳩山派議員に同調して本会議を欠席し、懲罰動議可決の原因となった。このため激怒した吉田により3月3日に農相を罷免される。直後に再び鳩山に接近し、バカヤロー解散を受けて実施された総選挙では分党派自由党から立候補。しかし自由党幹事長の佐藤栄作に狙い撃ちされ、対立候補者の自由党公認・元東京都局長の安井大吉を吉田と佐藤が全面的に支援した結果、広川は敢えなく落選した。落選後の1954年2月、保全経済会事件に関し衆議院行政監察特別委員会に証人喚問された。
1955年の総選挙では与党日本民主党から立候補し、鳩山ブームもあいまって自己最高得票でトップで当選し国政に復帰（自由党から出馬した安井大吉は落選している）。同年、自由民主党結党に参加するが、この頃にはかつて一派を率いた政治力は既に失われていた。1958年の総選挙では正式赦免された賀屋興宣が旧東京3区から出馬することになり、選挙区を出身地である旧福島2区に移して出馬するが、最下位当選者と254票の僅差で落選した。1960年・1963年の総選挙では再び選挙区を旧東京3区に戻して立候補するが連続落選、その政治生命は完全に断たれた。1967年の総選挙にも自民党公認で出馬予定だったが、選挙直前の1967年1月7日に急死した。そこでこの選挙には急遽、妻の広川シズエが夫に代わって出馬して当選した。しかし、1969年の総選挙では同じ自民党から小坂徳三郎が立候補したため大差で敗れ引退している。
国会議員在職時に世田谷にあった青葉学園の運営を引き受け、青葉学園短期大学を1966年に開学した際には初代学長に就任。墓所は横浜市鶴見区の曹洞宗大本山總持寺。
石橋湛山、安藤正純と共に「政界三僧」と称された。

## 演じた俳優
- 藤岡琢也（『小説吉田学校』、1983年）